# Nikolaus Gerhart

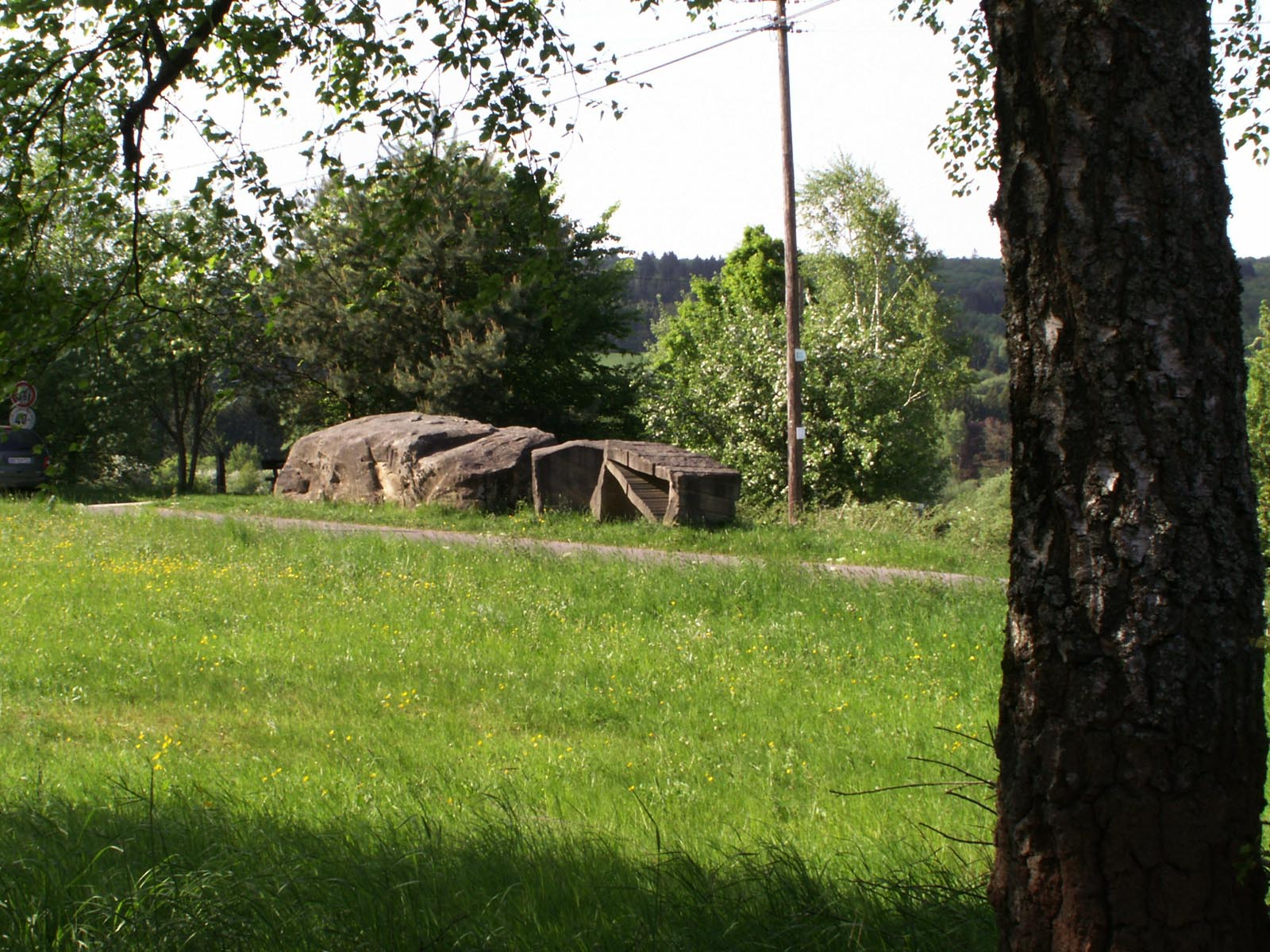
Ohne Titel, Straße der Skulpturen, St. Wendel, 1986

Nikolaus Gerhart (* 30. November 1944 in Starnberg) ist ein deutscher Bildhauer.

## Leben
Gerhart absolvierte zunächst eine Ausbildung als Steinmetz und Steinbildhauer. In den Jahren 1969 bis 1975 studierte er dann an der Akademie der Bildenden Künste München. Seit 1998 hatte er an dort eine Professur für Bildhauerei und von 2004 bis März 2010 war er ihr Rektor bzw. Präsident.
2008 war er zusammen mit Walter Grasskamp und Florian Matzner Autor der umfänglichen Schrift 200 Jahre Akademie der Bildenden Künste München.
In seinen Arbeiten versucht Gerhart je eine bestimmte Eigenschaft des Materials Stein für den Betrachter sinnlich erfahrbar zu machen.
Gerhart ist Mitglied der Bayerischen Akademie der Schönen Künste sowie des Deutschen Künstlerbundes.

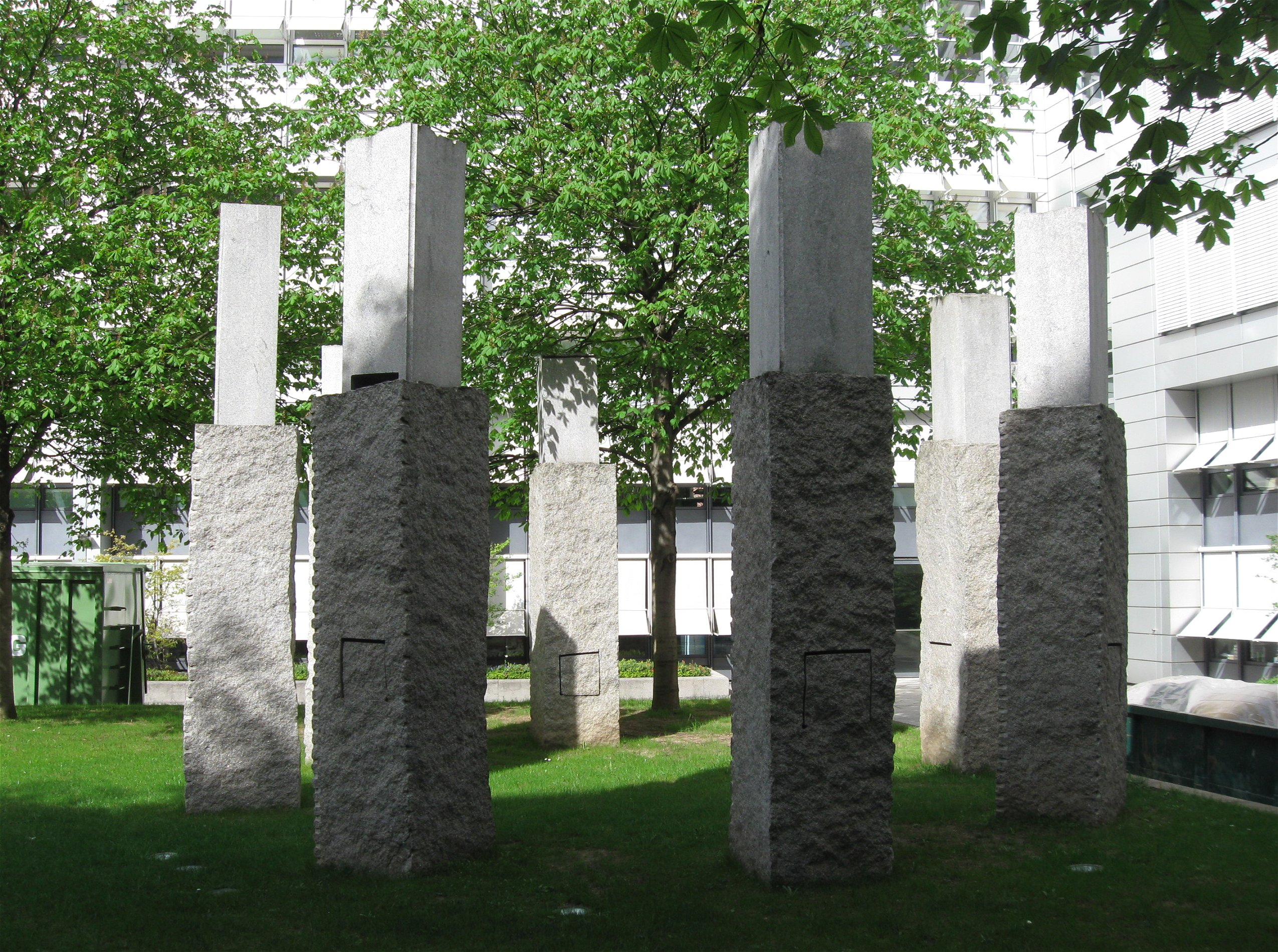
Geöffnete Granite II (1992), München

Er lebt und arbeitet in München.

## Auszeichnungen
- 1973 Schwabinger Kunstpreis der Landeshauptstadt München
- 1977 Stipendium des Freistaats Bayern an der Cité Internationale des Arts Paris
- 1983 Förderpreis für Bildende Kunst der Landeshauptstadt München
- 1992 Arbeitsstipendium der Stadt Budapest

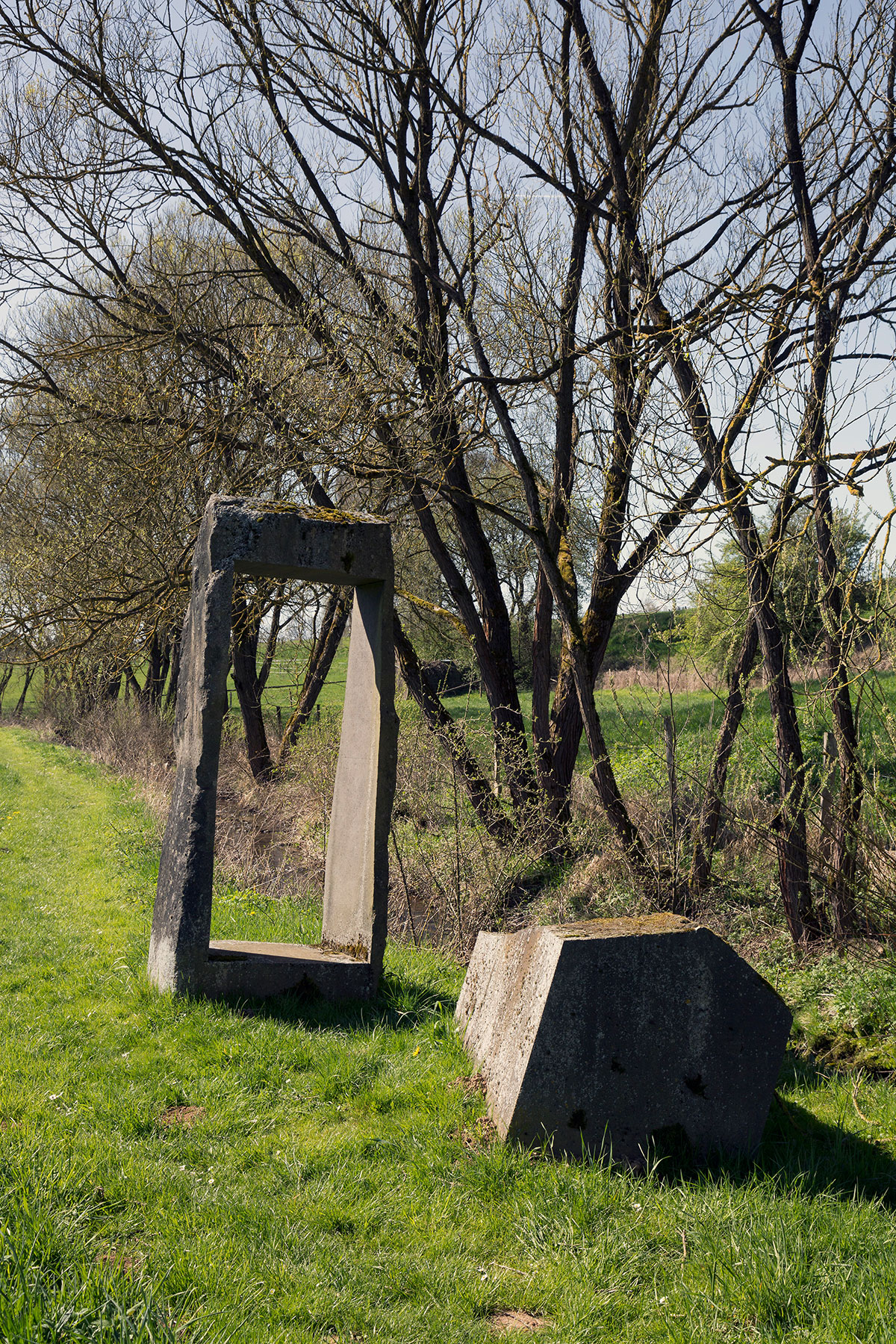
Nikolaus Gerhart, Kern und Hülle, 1986/89, Kern 100 × 100 × 210 cm, Hülle 288 × 118 × 100 cm, Basaltlava, Bachlauf. Standort: im Tal (Skulpturenpark) zwischen Hasselbach und Werkhausen

## Ausstellungen

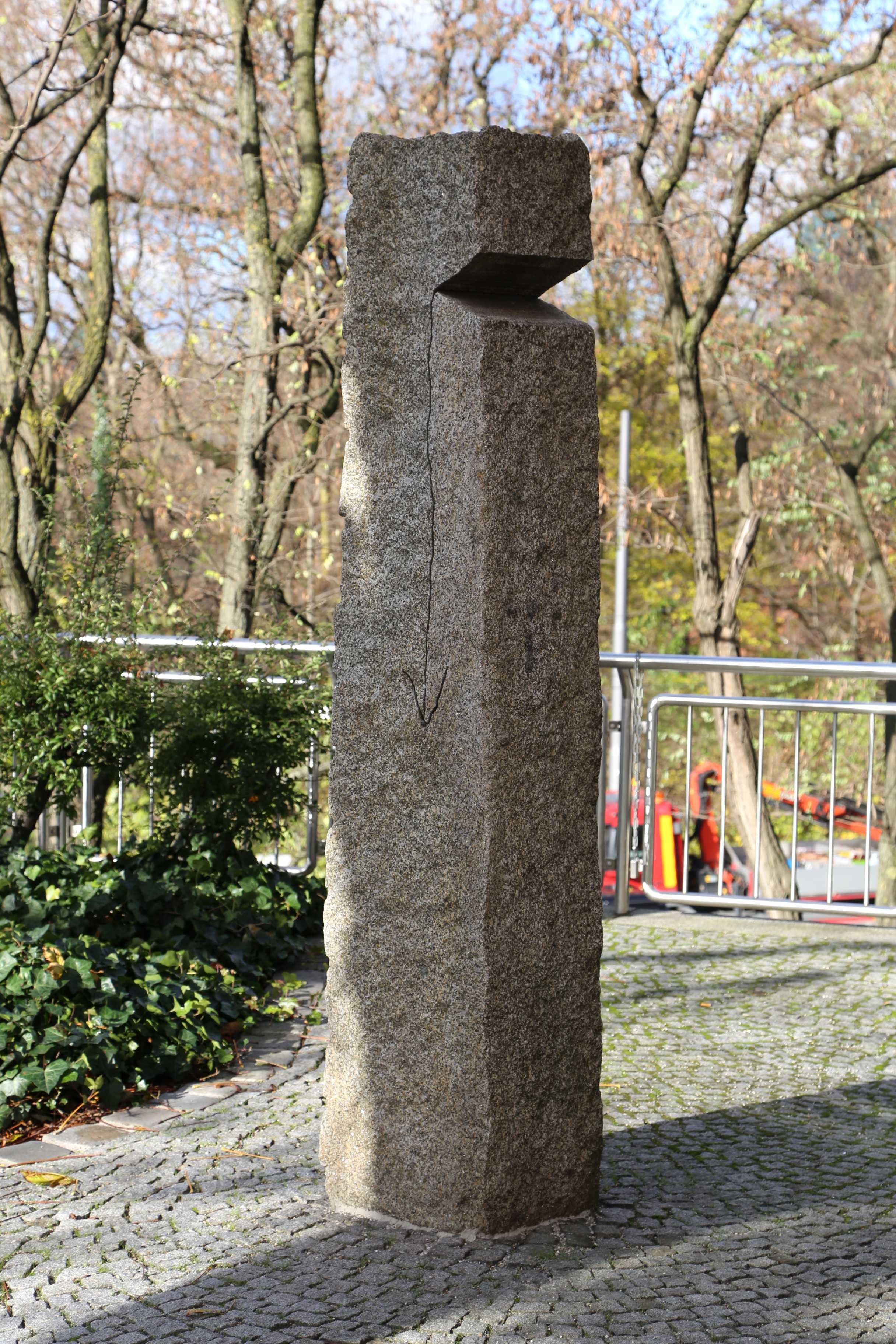
Steinskulptur, Gasteig, München

### Einzelausstellungen
- 1992: Städtische Galerie Lüdenscheid, Städtische Galerie Göppingen, Skulpturenensemble vor dem Bayerischen Staatsarchiv
- 1990: Installation, Produktionshallen des Zweiten Deutschen Fernsehens, München-Freimann (mit Robin Schulkowsky)
- 1989: Galerie Walter Storms, München

### Gruppenausstellungen
- 1991: Bildhauerszene München, Städtische Galerie im Kornhaus, Kirchheim/Teck
- 1989: „Skulptur begreifen“, Sprengel Museum Hannover
- 1985: „1945–1985“ Kunst in der Bundesrepublik Deutschland, Neue Nationalgalerie, Berlin
- 1984: Von hier aus – Zwei Monate neue deutsche Kunst in Düsseldorf

## Arbeiten im öffentlichen Raum
- 1986/89 Kern und Hülle, im Tal (Skulpturenpark) zwischen Hasselbach und Werkhausen[2]
- 1986 Ohne Titel. Straße der Skulpturen (St. Wendel)
- 1988 Horizontale-Vertikale, Skulpturenpark Schloss Philippsruhe, Hanau
- 1988 Mauerprojekt Dachauerstraße. Standort: Westfriedhof, Dachauerstraße, München
- 1992 Geöffnete Granite II, München
- 1995 Durchbrochene Steine und liegende Quader. Studentenwohnheim, Dr.-Gessler-Str., Regensburg
- (Jahr?) Steinskulptur. Gasteig, München